# Jibou
Jibou é uma cidade da Romênia com 12283 habitantes, localizada no județ (distrito) de Sălaj.